# 9e régiment de tirailleurs sénégalais
Pour les articles homonymes, voir 9e régiment.
Le 9e régiment de tirailleurs sénégalais (9e RTS) est un régiment d'infanterie français à l'existence très brève : il est créé le 16 novembre 1945 et est dissous le 1er avril 1946.